# RNA-binding protein
Con il nome di RNA-binding protein (dall'inglese proteina legante l'RNA, spesso abbreviato a RNAbp) si intende una proteina in grado di instaurare legami con l'RNA.

## Tipi diRNA-binding protein
Esistono numerosissime RNAbp, ognuna delle quali può venire in contatto con l'RNA in una fase diversa del suo metabolismo.  È dunque possibile classificare le RNAbp in base al tipo di processo in cui sono coinvolte.
| Processo coinvolto           | Esempi                                           |
| Splicing                     | proteine snRNP                                   |
| Poliadenilazione dell'MRNA   | CPSF, CstF                                       |
| Editing dell'MRNA            | Adenosina deaminasi                              |
| Processamento di RRNA e tRNA | Ribonucleasi                                     |
| Traduzione                   | Aminoacil-tRNA sintetasi e fattori di traduzione |
| Degradazione dell'RNA        | Ribonucleasi                                     |
| Costituzione del ribosoma    | Proteine ribosomali                              |